# 타일64
타일64는 Tilera에서 생산하는 90~45 나노미터 공정의 타일 마이크로아키텍처 기반의 64코어 마이크로프로세서이며
2개의 DDR2 메모리 컨트롤러, 2개의 기가비트급 이더넷 컨트롤러, 2개의 10기가비트급 PCI 익스프레스 슬롯 등의 I/O인터페이스가 마이크로프로세서내에 내장되어 있어, 노스브리지나 사우스브리지 등의 칩셋은 필요가 없다.
이 마이크로프로세서는 서버나 워크스테이션급의 컴퓨터에 쓰이게 된다.
|  |  |

또한 8x8의 격자모양으로 코어를 늘어놓아 각 코어간의 통신의 지연시간을 삭감시킬 수 있다. 코어당 소모전력은 170mW ~ 300mW, 각 코어당 독립적으로 리눅스나 다른 운영체제를 구동 할 수도 있고, 코어를 모아서 멀티쓰레딩으로 운영체제를 작동시킬 수도 있다. 이처럼 다수의 프로세서를 집적하는 경우, 프로세서의 속도를 올리는 것보다 프로세서의 수를 증가시켜 성능 향상을 도모하기 때문에 각 코어의 속도보다는 공간과 전력 소모가 중요한 요소가 된다.